# Exoprosopa latifrons
Exoprosopa latifrons är en tvåvingeart som beskrevs av Mario Bezzi 1924. Exoprosopa latifrons ingår i släktet Exoprosopa och familjen svävflugor. Inga underarter finns listade i Catalogue of Life.